# Antarctic (bateau)

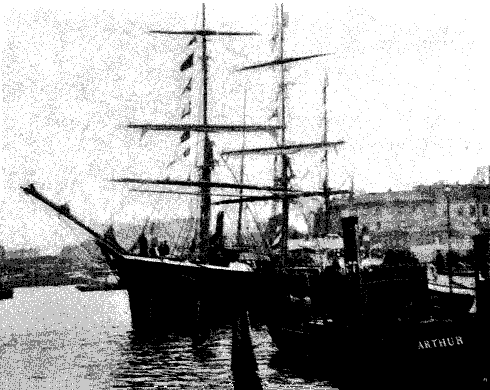
Antarctic en 1901.

L'Antarctic est un bateau suédois utilisé lors de plusieurs expéditions et chasse à la baleine dans l'Arctique et l'Antarctique.

## Carrière
Leonard Kristensen est le capitaine de l'Antarctic qui, en 1894-1895, navigue vers l'océan Austral lors d'une expédition baleinière dirigée par Henryk Bull. L'expédition devient célèbre parce qu'un groupe de huit hommes, dont Bull et Kristensen, réussissent à atterrir au cap Adare le 24 janvier 1895. Il s'agit du premier atterrissage documenté sur le continent Antarctique, Kristensen prouvant ainsi que la banquise est franchissable.
Lors de l'expédition en Antarctique (1901-1904) conduite par Otto Nordenskjöld, le navire dépose celui-ci et 5 membres sur l'île Snow Hill, en février 1902, pour y installer un camp de base en vue de la réalisation du programme de recherches. À son retour, 9 mois plus tard pour rechercher l'équipe, le navire est pris dans les glaces, de novembre 1902 à février 1903, au large de la péninsule de la Trinité. Trois hommes sont débarqués près de la baie de l'Espoir pour tenter de rejoindre l'équipe de Nordenskjöld. Ils doivent attendre plusieurs mois dans cette baie avant de réussir à gagner Snow Hill. 
L'Antarctic finit par couler le 12 février 1903 ; l'équipage du capitaine Larsen se replie, après deux semaines d'avancée périlleuse, sur l'île Paulet qu'il atteint le 28 février 1903. C'est la corvette argentine Uruguay qui récupérera les membres de l'expédition en novembre 1903.